# Festival de la Cançó d'Intervisió
Per a l'actual festival en Sopot, vegeu Festival Internacional de la Cançó de Sopot
Per a altres usos, vegeu Intervisió
El Festival de la Cançó d'Intervisió (ISC) va ser un certamen musical, equivalent al Festival de la Cançó d'Eurovisió (ESC) al Bloc de l'Est. El seu organitzador va ser Intervisió, la xarxa de cadenes de televisió d'Europa de l'Est, i la seva seu va ser l'Opera Forestal a Sopot (Polònia).

## Història
L'ISC es va celebrar entre 1977 i 1980. Va substituir al Festival Internacional de la Cançó de Sopot (Sopot ISF), que s'havia celebrat a Sopot des de 1961. En 1981, l'ISC/Sopot ISF va ser cancel·lat a causa de l'aparició del moviment sindical independent Solidaritat, que va ser jutjat per altres països del bloc oriental com a contrarevolucionari. A partir de 1984, la televisió polonesa TVP va reprendre l'organització d'aquest festival amb l'antic nom de Sopot ISF, els guanyadors del qual van rebre el guardó Rossinyol Amber.
La competició va tenir una interessant manera de votar. A causa que molts ciutadans no tenien telèfons, els espectadors encenien llums si els agradava la cançó o les apagaven si no els agradava. D'acord amb la càrrega experimentada a la xarxa elèctrica, es concedien punts a cada concursant.
En 2009, el primer ministre rus Vladímir Putin va proposar el reinici de la competència, però aquesta vegada entre Rússia, Xina i els països de l'Àsia central, que en la seva majoria són membres de l'Organització de Cooperació de Shanghái.

## Guanyadors
| Edició                      | Seu   | País guanyador                              | Cançó                                    | Intèrpret          | Lloc        |
| --------------------------- | ----- | ------------------------------------------- | ---------------------------------------- | ------------------ | ----------- |
| I ISC 1977 XVII Sopot ISF   | Sopot | Txecoslovàquia                              | "Malovaný džbánku"                       | Helena Vondráčková | Opera Leśna |
| II ISC 1978 XVIII Sopot ISF | Sopot | Unió de Repúbliques Socialistes Soviètiques | "Все Могут Короли" ("Vsio mogut koroli") | Al·la Pugatxova    | Opera Leśna |
| III ISC 1979 XIX Sopot ISF  | Sopot | Polònia                                     | "Nim przyjdzie wiosna"                   | Czesław Niemen     | Opera Leśna |
| IV ISC 1980 XX Sopot ISF    | Sopot | Finlàndia                                   | "Hyvästi yö" ('Nit de comiat')           | Marion Rung        | Opera Leśna |
| V ISC 2008                  | Sochi | Tadjikistan                                 | "Hero"                                   | Tahmina Niyazova   |             |

## Països guanyadors
| Victòries | País                                        | Any(s) |
| --------- | ------------------------------------------- | ------ |
| 1         | Txecoslovàquia                              | 1977   |
| 1         | Unió de Repúbliques Socialistes Soviètiques | 1978   |
| 1         | Polònia                                     | 1979   |
| 1         | Finlàndia                                   | 1980   |
| 1         | Tadjikistan                                 | 2008   |